# Notabilitet

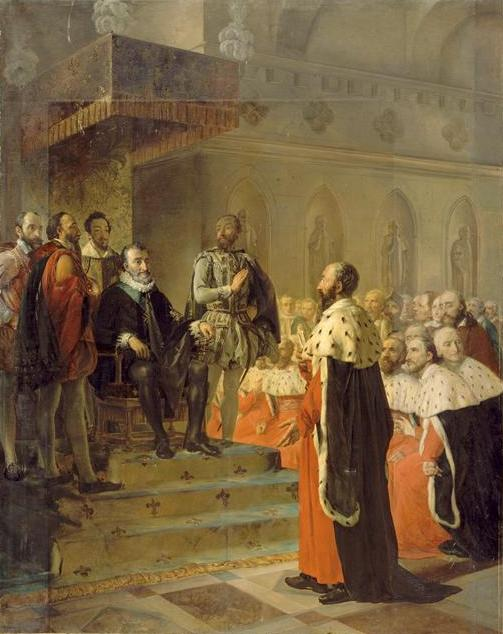
Sammankomst av den franska notabilitetsförsamlingen 1596 i Rouen

Notabilitet är ett begrepp som täcker omfattningen av persons ryktbarhet, eller kändisskap hos en mer eller mindre bred allmänhet.
Notabilitet kommer från franska "notable", som i sin tur kommer från latinska "notabilis" (adjektiv) och "notare" (verb). Grundbetydelsen är "någon som bör läggas märke till" (av en eller annan anledning). 
Notabilitet används ofta i positiv mening för att beteckna någon som är ansedd, bemärkt, framträdande eller betydande. I Frankrike var 1369–1788 Assemblée des Notables en form av begränsad riksförsamling av framstående personer, som kungen sammankallade för att slippa sammankalla den egentliga riksförsamlingen États généraux.

## Notabilitet beträffande biografier i uppslagsverk
Uppslagsverk, till exempel i Wikipedia, ställer oftast krav på notabilitet för införande av biografiska artiklar. Kraven för en publicering är att personen är omtalad i en tillräckligt stor grupp människor. Urvalskriterier skiljer sig mellan uppslagsverken, beroende på (möjlig) utrymmesbrist, kulturella faktorer, tidsanda och uppslagsverkets avsedda målgrupp. Beträffande Wikipedia fördes tidigare, framför allt på 2000-talet, långdragna diskussioner om hur ett notabilitetskriterium skulle utformas och tillämpas mellan förespråkare för inklusionism och förespråkare för en restriktiv hållning.
| ”                                                                                    | Sue Gardner (chef för Wikimedia Foundation) menar att det pågår ett krig mellan s.k. inklusionister och s.k. deletionister på Wikipedia; delentionister har väldigt höga standarder för kvaliteten på Wikipedias artiklar, medan inklusionisters vision är mycket mer inkluderande (de anser det vara okej om artiklar är lite dåligt eftersom Wikipedia är ett konstant fortlöpande arbete och borde vara en samling av all mänsklig kunskap). Tyskspråkiga Wikipedia har till exempel fler deletionister än Wikipedia i stort; som exempel raderades artikeln där om Sue själv på grund av att hon inte var uppmärksammad nog att ”förtjäna” en artikel i en encyklopedi. | „ |
| – Blogg av Signaturen Caladrella med referat från Wikipedia Academy 2010 i Stockholm | |   |

Everipedia är ett webbuppslagsverk som inte fäster vikt med nobilitetskriterier, utan syftar till vidare biografiskt artikelinnehåll.